# Children of Bodom
I Children of Bodom sono stati un gruppo musicale melodic death metal finlandese formatosi nel 1993 a Espoo e scioltosi nel 2019.
Il gruppo prende il nome dal lago Bodom, situato nei pressi della loro città d'origine, e conosciuto per il massacro omonimo. La band è divenuta celebre per il suo particolare mix di black metal (per le atmosfere e tutte le parti vocali e nelle parti di 'blast beat'), melodic death metal in moltissimi riff che hanno dato il "la" alla prolifica scena melodic death metal finlandese. Il power metal è un'influenza che Alexi ha sempre negato pubblicamente anche se la critica fa notare che le parti di batteria di alcune canzone nel terzo album, il quale nella parte ritmica certi beat simile ricordano quelli del power metal scandinavo. Tuttavia nella band capitanata da Alexi sono ritmicamente presenti parti di 'blast beat' che non fanno per nulla parte del power metal. I Children of Bodom autodefiniscono la loro musica in questo modo: melodic death metal, thrash metal, symphonic black metal, and neoclassical metal.

## Storia del gruppo

### Gli esordi (1993-1997)
I Children of Bodom furono fondati nel 1993 con il nome IneartheD dal chitarrista Alexi Laiho e dal batterista Jaska Raatikainen. Entrambi i musicisti si conoscevano fin dall'infanzia e avevano perciò iniziato insieme ad avvicinarsi all'heavy metal e specialmente al death metal e a gruppi come gli Stone, gli Entombed e gli Obituary. Dopo poche settimane dalla fondazione, l'aggiunta del bassista Samuli Miettinen completò la prima formazione del gruppo, permettendo così agli IneartheD di registrare il loro primo demo, intitolato Implosion of Heaven, pubblicato nell'agosto 1993.

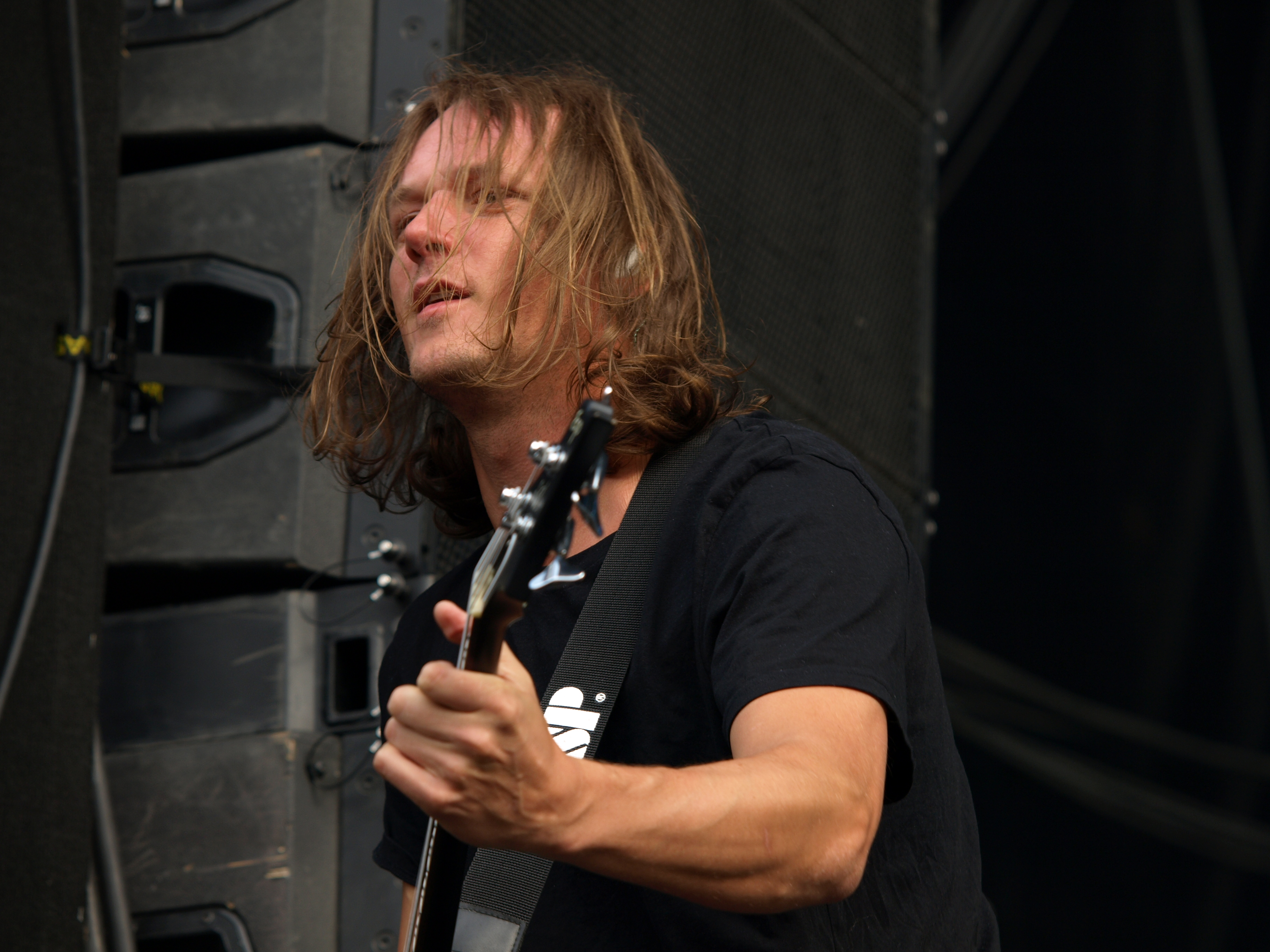
Henri Samuli Seppälä al Provinssirock 2013

Nel 1995 Samuli, il maggiore compositore del gruppo, dovette lasciare la band dopo due anni di permanenza in seguito al trasferimento della sua famiglia negli Stati Uniti. Egli fu sostituito da Henkka "Blacksmith" Seppala, musicista che i due fondatori avevano conosciuto anni prima a scuola, e Alexi divenne il principale autore dei brani degli IneartheD. Intanto Jaska aveva ingaggiato un nuovo chitarrista per la band, Alexander Kuoppala, e un tastierista, Jani Pirisjoki, con i quali il gruppo pubblicò il suo secondo demo nel 1996.
Con la nuova formazione gli IneartheD registrarono anche un terzo demo, intitolato Shining, che assicurò alla band la partecipazione ad alcuni piccoli concerti. Dopo questa uscita, Alexi licenziò Pirisjoki e assunse come nuovo tastierista un amico di Jaska, il talentuoso pianista Janne Wirman. Questo nuovo ingresso portò nuove influenze musicali alla band, le stesse che assicureranno il futuro successo del gruppo.
Nel 1997 gli IneartheD cominciarono a registrare per una piccola etichetta belga il loro primo album, intitolato Something Wild. Il disco presentava alcune tracce che saranno, come nel caso di Lake Bodom, The Nail e Touch Like Angel of Death, delle pietre miliari per il futuro del gruppo. Poco dopo l'inizio delle registrazioni, la band fu contattata dalla Spinefarm Records, che assicurò un contratto al gruppo e la pubblicazione del disco in Finlandia. Per svincolarsi dal contratto che la legava all'etichetta belga, la band dichiarò lo scioglimento e cambiò il suo nome in Children of Bodom, ispirandosi ai tragici omicidi avvenuti nel massacro del lago Bodom.

### Something Wild(1997-1999)

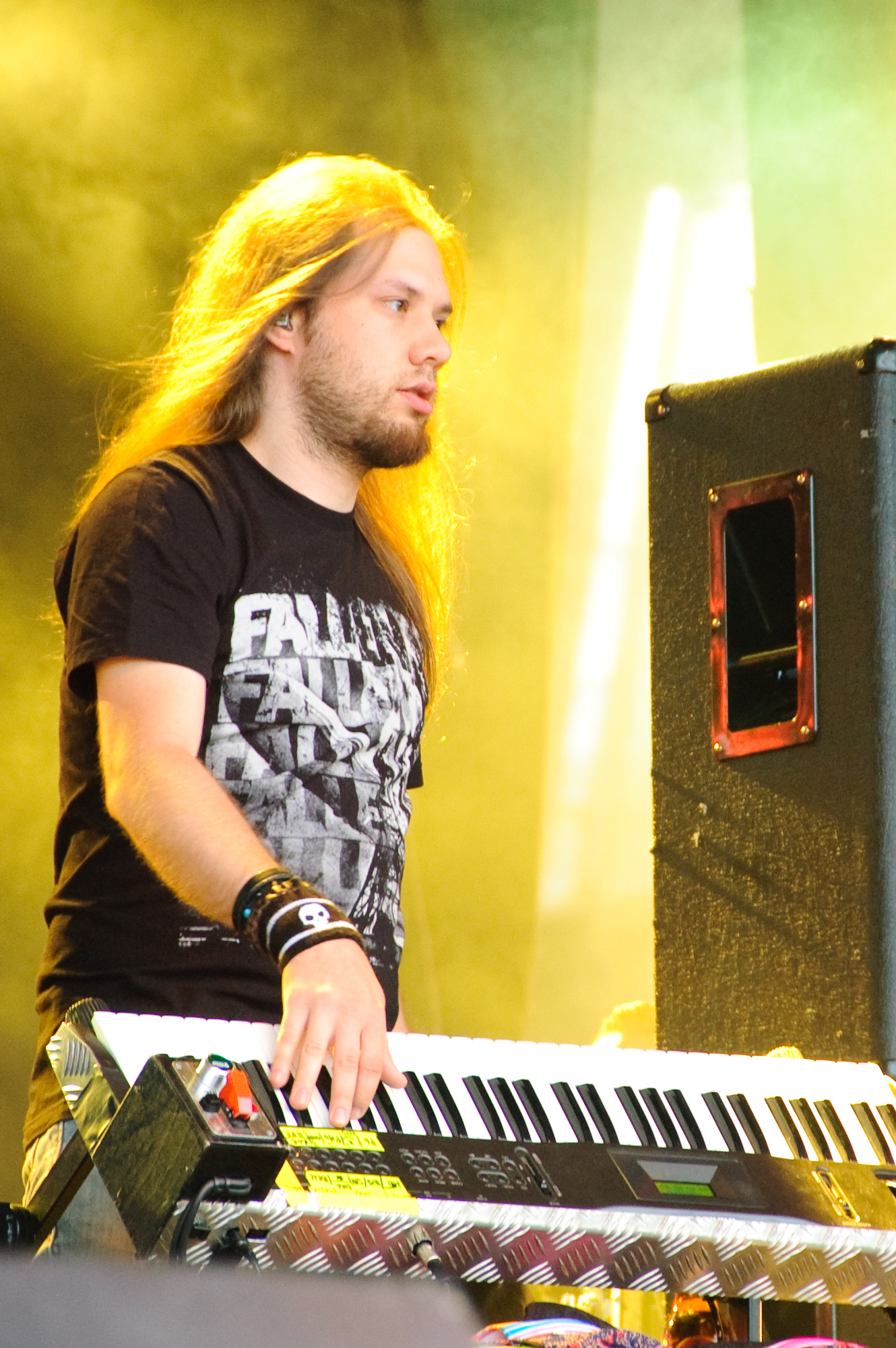
Janne Wirman all'Ilosaarirock 2009

Con l'intenzione di promuovere l'uscita di Something Wild, il gruppo partecipò ad un concerto della band symphonic black metal Dimmu Borgir a Helsinki nel tardo 1997 e grazie a questo show fu contattato dalla Nuclear Blast, che assicurò ai Children of Bodom un contratto per la pubblicazione dei loro dischi in tutta Europa.
Something Wild fu così ufficialmente pubblicato nel novembre 1997 insieme al video musicale del brano Deadnight Warrior, diretto da Mika Lindberg con un budget di soli 1000€. Nel disco si sentirono molto le influenze di Yngwie Malmsteen, una delle principali influenze del gruppo. Nel 1998 la band partecipò ad un tour Europeo insieme agli Hypocrisy, ai The Kovenant e agli Agathodaimon.
Mesi dopo la fine del tour, il gruppo pubblicò due nuovi singoli, Towards Dead End e Children of Bodom; quest'ultimo fu inserito in una compilation della Spinefarm Records, rimanendo nelle classifiche finlandesi per molte settimane consecutive. Nel settembre dello stesso anno la band partì per un nuovo tour.

### HatebreedereFollow the Reaper(1999-2001)
Due anni dopo, nel 1999, dopo quasi un anno di registrazioni, i Children of Bodom pubblicarono il loro secondo album, intitolato Hatebreeder. Prima dell'uscita ufficiale, fu pubblicato in Finlandia, accompagnato da un video musicale, il singolo Downfall, che fu nuovamente inserito nelle classifiche Europee.
Nel luglio 1999 questi successi permisero ai Children of Bodom di organizzare tre concerti in Giappone insieme ai Sinergy e agli In Flames. Proprio durante questi show fu registrato il primo disco live del gruppo, intitolato Tokyo Warhearts - Live in Japan.
Terminata una nuova serie di tournée, i Children of Bodom tornarono negli Abyss studio di Peter Tägtgren in Svezia, nei quali avevano registrato tutte le precedenti pubblicazioni, per iniziare a produrre le tracce per un nuovo album. In questo periodo furono registrate otto tracce, tra cui la celebre Kissing the Shadows.
Le registrazioni definitive presero luogo nell'agosto-settembre 2000 e il nuovo album, intitolato Follow the Reaper, uscì nel tardo 2001 in tutto il mondo insieme al video della traccia Everytime I Die, prodotto col regista finlandese Tuukka Temonen.

### Hate Crew DeathrolleAre You Dead Yet?(2002-2007)

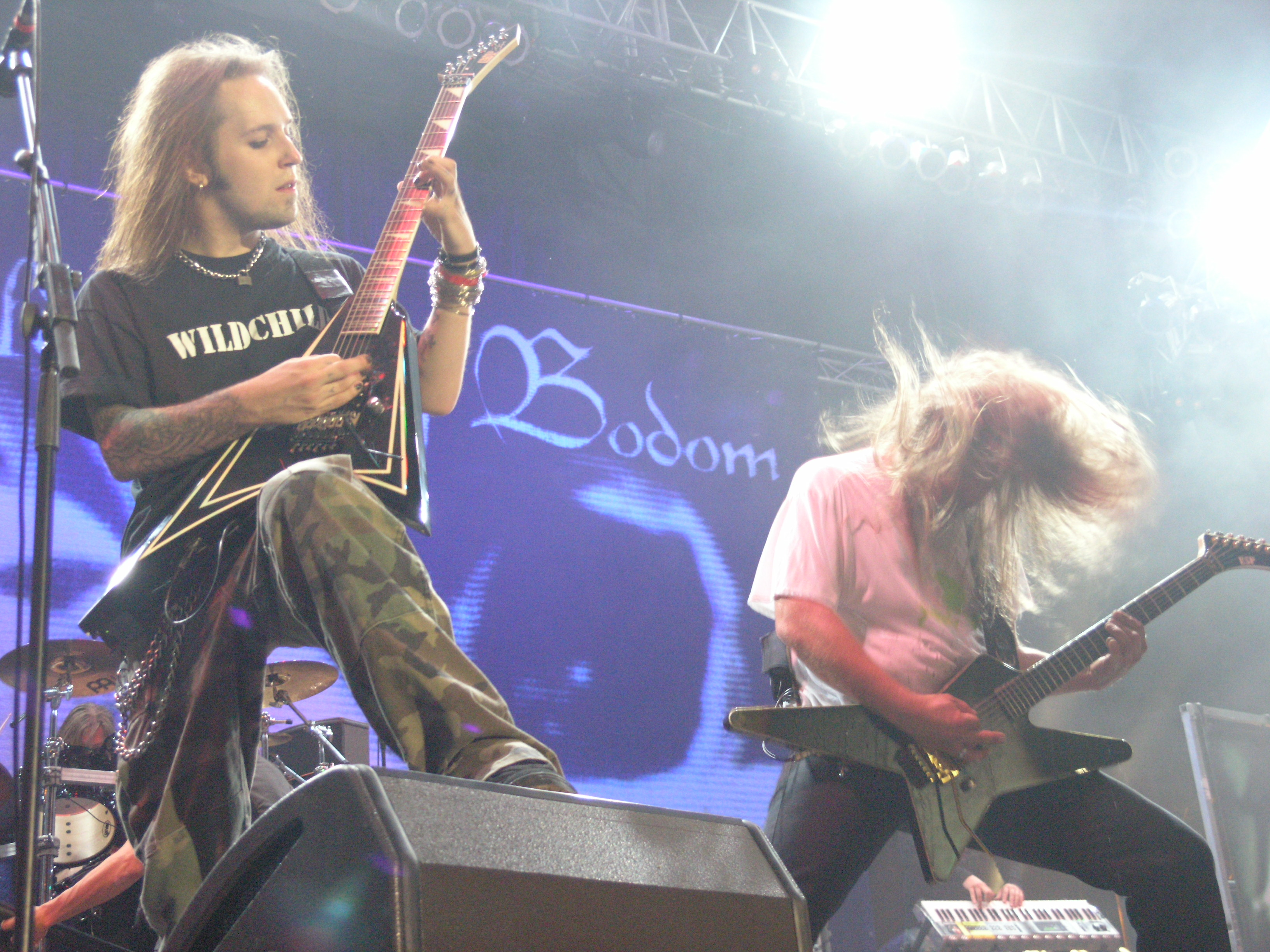
Alexi Laiho e Roope Latvala al Monsters of Rock 2007

Nel febbraio del 2002 i Children of Bodom iniziarono a comporre nuove tracce per il loro successivo album. Le registrazioni presero luogo nell'agosto dello stesso anno e nel gennaio 2003 l'album uscì in Finlandia con il titolo definitivo Hate Crew Deathroll. Il disco rimase nelle classifiche per un totale di tre settimane, diventando il primo album della band ad essere catalogato come disco d'oro.
I Children of Bodom iniziarono il loro primo tour mondiale nel 2003 e lo terminarono nel tardo 2004, ottenendo vari "tutto esaurito" che portarono fama al gruppo anche in Nord America. Durante il tour però Alexander decise di lasciare il gruppo a causa di problemi personali; venne sostituito da Roope Latvala, fondatore del seminale gruppo metal finnico Stone e idolo chitarristico di Laiho, con cui suonava nella speed power metal band Sinergy, che si propose personalmente per dare una mano. Inizialmente venne presentato come un session member e si sarebbe fatto da parte quando fosse stato trovato un rimpiazzo, ma finì col diventare membro ufficiale della band. La nuova formazione suonò per la prima volta il 16 agosto a Mosca.

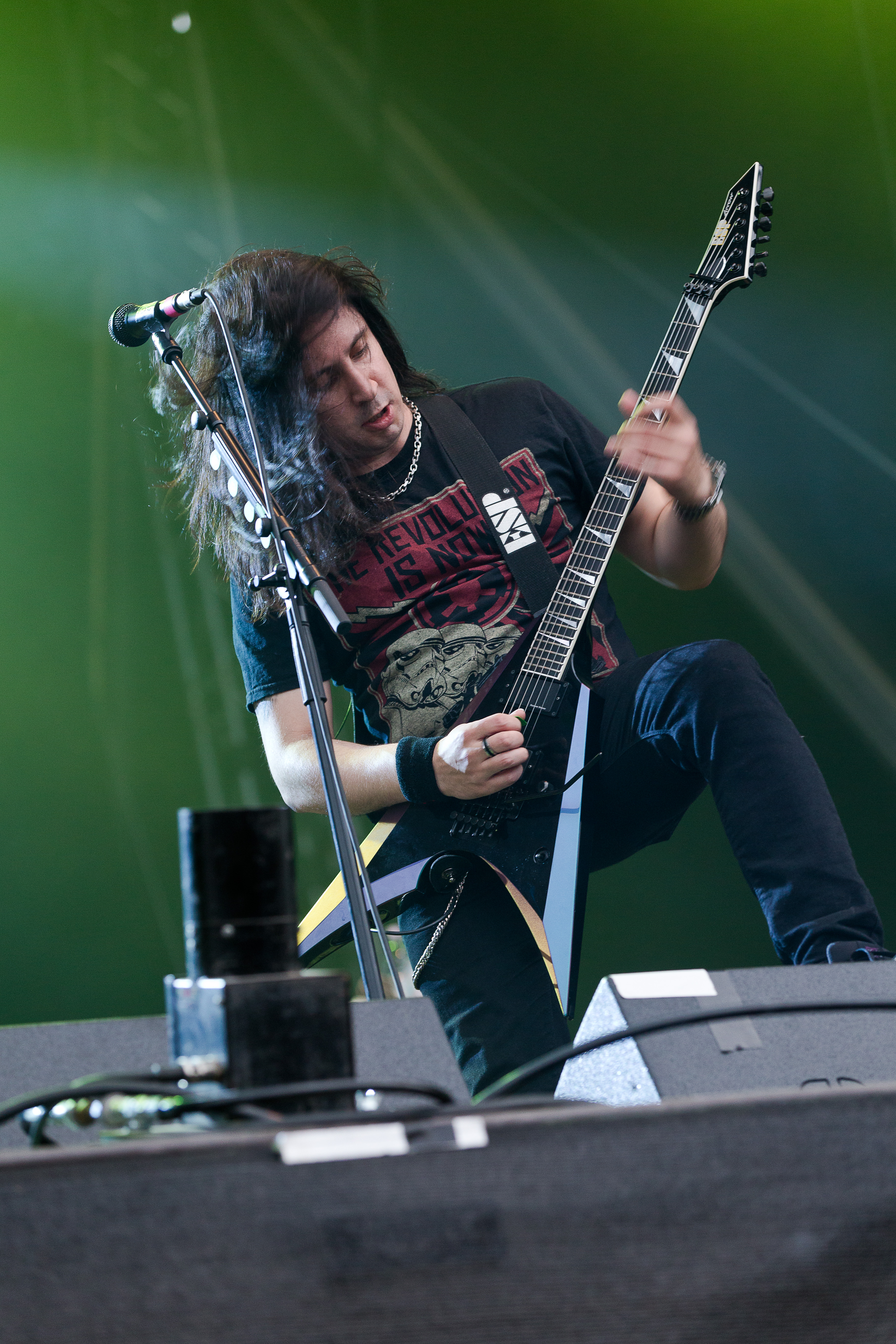
Daniel Freyberg al Rockharz Open Air 2016

Terminati i concerti, i Children of Bodom pubblicarono un EP intitolato Trashed, Lost & Strungout come anticipazione dell'atteso studio album. Nel tardo 2005 fu pubblicato Are You Dead Yet?, che presentò un nuovo stile musicale del gruppo, dai tratti più semplici e caratterizzato da riff di chitarra più pesanti. L'album divenne il maggiore successo commerciale della band, ottenendo la premiazione di disco d'oro in Finlandia e salendo alla posizione numero 16 in Germania e in Svezia e alla numero 17 in Giappone. Tra le canzoni da ricordare ci sono la title track, Living Dead Beat e Trashed, Lost & Strungout. Il primo singolo ad essere estratto da questo nuovo album fu In Your Face. La band partì per il tour europeo qualche settimana dopo la pubblicazione dell'album, arrivando in Italia il 2 gennaio 2006; la data di Stoccolma venne registrata per il primo DVD dal vivo Stockholm Knockout Live: Chaos Ridden Years, pubblicato nel 2007.
Nel giugno 2006 la band partecipò al tour Unholy Alliance in America, suonando assieme a Slayer, Lamb of God, Mastodon e Thine Eyes Bleed, e prese parte anche all'edizione europea del medesimo tour, in cui i Mastodon vennero sostituiti dagli In Flames.

### Blooddrunk(2007–2009)
Da aprile a maggio 2008, dopo la registrazione del loro nuovo album, Blooddrunk, hanno preso parte al Gigantour, che vedeva come headliner i Megadeth, assieme ad altre band coinvolte quali In Flames, Job for a Cowboy e High on Fire.
Sempre nel 2008, fino al 10 ottobre, la band è stata impegnata in un tour da headliner negli Stati Uniti, accompagnati dai The Black Dahlia Murder e Between the Buried and Me. Alla fine del tour, assieme ai Machine Head, hanno supportato gli Slipknot nel loro tour europeo a novembre, e a febbraio i Cannibal Corpse e i Diablo.
La canzone Done with Everything, Die for Nothing, dell'album Blooddrunk, è stata inserita tra le 85 canzoni del videogioco Guitar Hero 5.

### Skeletons in the Closet(2009-2010)
Il 22 settembre 2009 è stato pubblicato Skeletons in the Closet, un album di cover, che include anche 4 tracce nuove.
Alcuni fra gli artisti reinterpretati sono Suicidal Tendencies, Alice Cooper, Slayer, Iron Maiden, Andrew W.K., Sepultura, Billy Idol e Britney Spears.
Il 15 giugno 2010, sul sito ufficiale dei Children of Bodom, è stato annunciato che la band ha iniziato le registrazioni per il nuovo album, Relentless Reckless Forever. Come viene comunicato sullo stesso sito, sarà nei negozi a partire dall'8 marzo 2011 e sarà accompagnato da un tour mondiale, "The Ugly World Tour".

### Relentless Reckless Forever(2011-2012)
L'8 marzo 2011 viene alla luce il settimo album del gruppo di Espoo pubblicato da Spinefarm Records / Universal Music. Preceduto dal singolo Was It Worth It?, Relentless Reckless Forever sancisce un ritorno da parte della band ad uno stile che caratterizzava i primi due lavori, abbandonando le influenze thrash dei precedenti Are You Dead Yet? e Blooddrunk verso un power metal estremizzato. Il disco è uscito in diverse versioni: CD, CD+DVD Digipack in edizione limitata, Vinile LP e l'edizione limitata di una Super Deluxe Edition contenente CD, DVD e un esclusivo libro fotografico di 64 pagine.
Il 20 gennaio 2012 l'album Relentless Reckless Forever ha vinto un premio Emma come Album metal dell'anno durante gli Emma gaala tenutisi alla Barona Areena di Espoo.

### Halo of Blood(2013)

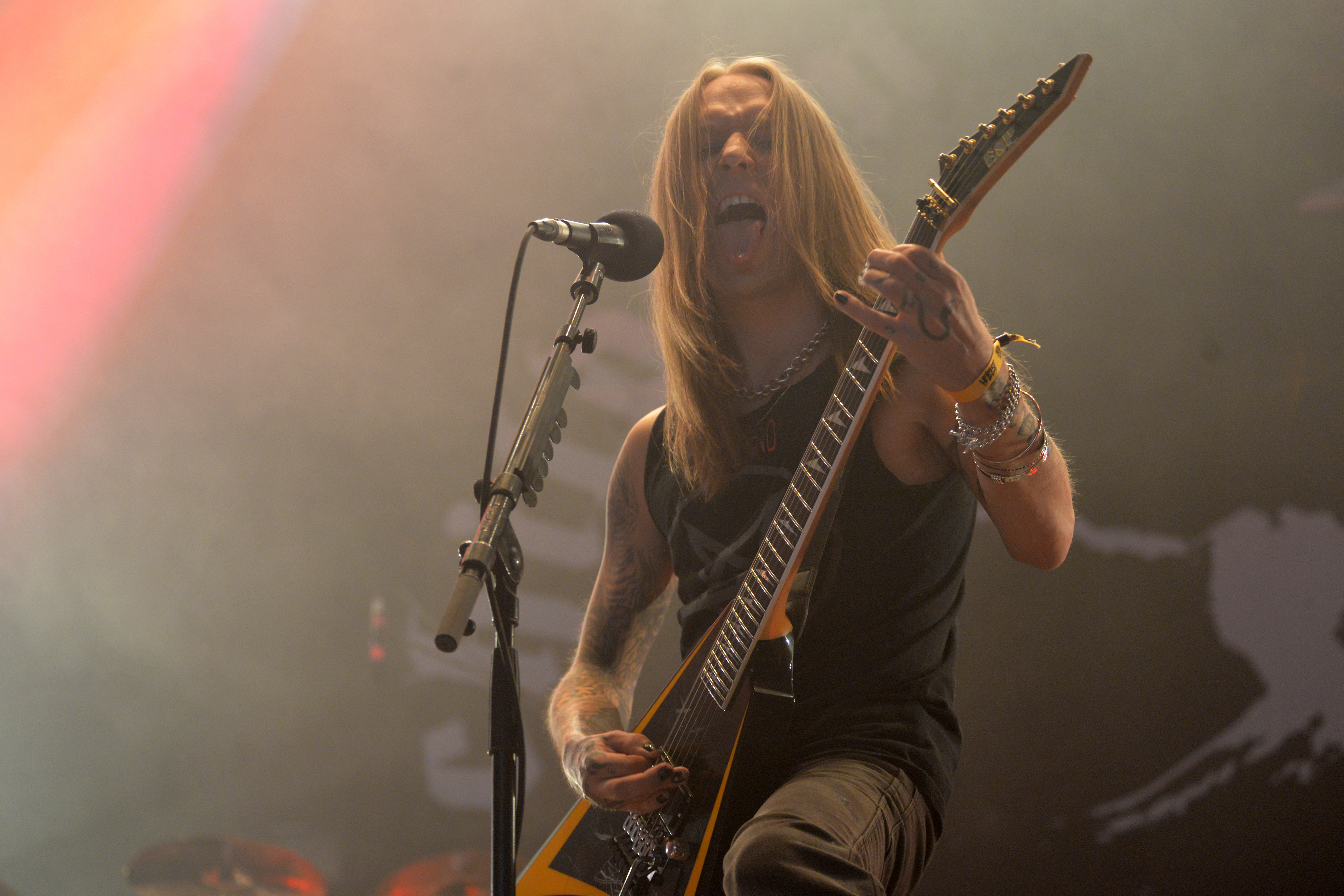
Alexi Laiho all'Hellfest 2018

Il 19 marzo 2013 il gruppo annuncia che il titolo del nuovo album sarà Halo of Blood, oltre a mostrare l'immagine di copertina. L'uscita è prevista per il 6 giugno 2013 in Europa e per l'11 giugno nel Nord America. Il disco sarà distribuito dalla Nuclear Blast Records ad esclusione del Giappone, dove la band ha un contratto con la Marquee Inc.
È stato inoltre annunciato il tour di presentazione del disco in Nord America. La band sarà accompagnata da Rob Zombie, Mastodon e Amon Amarth.

### I Worship Chaos(2014-2017)
In seguito al tour durato fino al 2014, nel 2015 i Children of Bodom registrano il nuovo album. La band a fine maggio annuncia che Roope Latvala, chitarrista del gruppo, aveva lasciato la band prima dell'incisione del nuovo disco. Qualche giorno più tardi è stato annunciato che Antti Wirman (fratello del tastierista) suonerà con la band per tutto il tour estivo del 2015. A giugno viene annunciato il titolo del nuovo album, seguito dalle tracce che lo compongono. L'album porta il titolo di I Worship Chaos. Il frontman Alexi Laiho annuncia che sarà un album molto oscuro e violento nel loro stile. L'album verrà distribuito via Nuclear Blast dal 2 ottobre 2015 in tutto il mondo. All'inizio del 2016 i Children Of Bodom annunciano tramite social network l'entrata di Daniel Freyberg (Ex Norther) nella band come membro ufficiale, che prenderà il posto di Roope Latvala per le parti di chitarra ritmica.

### Hexede lo scioglimento, la morte di Alexi Laiho (2018-2020)
Il 28 novembre 2018 la band annuncia i dettagli relativi al decimo album in studio: titolo, copertina, data di uscita e tracklist; nel periodo successivo vengono proposti alcuni brani in anteprima. Il disco esce l'8 marzo 2019 per la Nuclear Blast con il titolo di Hexed, e mostra una certa continuità nelle atmosfere e nelle sonorità con quanto fatto nei precedenti due album.
Il 1 novembre 2019 viene annunciato che il bassista Henkka T. Blacksmith, il batterista Jaska W. Raatikainen e il tastierista Janne Wirman lasceranno la band dopo l'ultimo concerto che terrano il 15 dicembre 2019 a Helsinki.
La storia dei Children of Bodom si chiude definitivamente dopo l'ultimo concerto in terra finlandese.
Il 15 marzo 2020 l'ex cantante e chitarrista Alexi Laiho annuncia la formazione di un nuovo supergruppo, Bodom After Midnight, chiamato come la seconda traccia di Follow The Reaper; Laiho non ha potuto mantenere il vecchio nome Children of Bodom in quanto i diritti della band erano rimasti anche agli altri membri usciti dalla formazione.
Negli ultimi giorni del 2020 Alexi Laiho, cofondatore e storico frontman della band, muore all'età di 41 anni a causa di problemi di salute, di cui già soffriva da qualche anno.
I Bodom After Midnight pubblicano un solo EP,  Paint the Sky with Blood, contenente i tre brani a cui Laiho aveva lavorato prima della sua scomparsa, nell'aprile 2021, subito prima di annunciare lo scioglimento.
Il 15 dicembre 2023 esce l'album dal vivo A Chapter Called Children of Bodom - The Final Show in Helsinki Ice Hall 2019, che immortala, esattamente a 4 anni di distanza, l'ultimo concerto tenuto dalla band prima di sciogliersi.

## Stile musicale
La musica dei Children of Bodom è definita principalmente come appartenente al filone del melodic death metal, dal quale si distingue però per una matrice scandinava con parti neoclassiche con un ampio utilizzo di tastiere elettroniche. alcune parti ritmiche di batteria ricordano nel terzo album beat power metal; tuttavia hanno inglobato nel tempo svariate sonorità, a partire da influenze black metal nell'uso della voce e di alcune atmosfere (soprattutto agli esordi) sino al thrash e al groove metal. Inglobano inoltre sonorità dell'heavy metal classico (come nel terzo album). Tuttavia il frontman Alexi Laiho affermò di accettare come influenze sia black metal, sia death metal che thrash metal, ma non menzionando nessuna attinenza con il power metal riguardo alla sua musica.
Le influenze di Laiho, principale compositore delle musiche, sono da ricercare in vari artisti, come la band black metal norvegese Darkthrone, i chitarristi Mark Knopfler, Steve Vai e Zakk Wylde, e la band glam rock Poison.
Altre influenze arrivano dalla musica classica, soprattutto Mozart e Beethoven.
Tuttavia, la fonte ufficiale della band descrive la loro musica come un melodic death metal che ha toccato molti stili musicali diversi nel loro celebre sound, portando ad etichettarli come, oltre appunto melodic death metal, anche symphonic black metal, thrash metal e neoclassical metal.

## Formazione

### Ultima
- Alexi "Wildchild" Laiho – voce, chitarra solista (1993-2019), basso (1993-1994, 1995-1996), tastiera (1993-1996)
- Daniel Freyberg – chitarra ritmica, cori (2016-2019)
- Henkka "Blacksmith" Seppala – basso (1995-2019)
- Jaska W. Raatikainen – batteria (1993-2019), tastiera (1993-1996)
- Janne Wirman – tastiera (1997-2019)

### Altri componenti
- Samuli Miettinen – basso (1993-1995)
- Roope Latvala – chitarra ritmica (2003-2015)
- Alexander Kuoppala – chitarra ritmica (1995-2003)
- Jani Pirisjoki – tastiera, cori (1995-1997)

### Turnisti
- Erna Siikavirta – tastiera (1998)
- Kimberly Goss – tastiera, cori (1998)
- Antti Wirman – chitarra, cori (2015)
- Netta Skog – fisarmonica (2015)

## Discografia
Album in studio
- 1997 – Something Wild
- 1999 – Hatebreeder
- 2001 – Follow the Reaper
- 2003 – Hate Crew Deathroll
- 2005 – Are You Dead Yet?
- 2008 – Blooddrunk
- 2011 – Relentless Reckless Forever
- 2013 – Halo of Blood
- 2015 – I Worship Chaos
- 2019 – Hexed